# Volentics Anna
Volentics Anna (Sződ, 1948. november 26. – Budapest, 2009. december 31.) főiskolai tanár, neveléstudományi kandidátus, FICE magyarországi egyesületének alapító tagja és az ELTE Bárczi Gusztáv Gyógypedagógiai Főiskolai Kar Pszichopedagógiai Tanszék munkatársa mintegy három évtizedig.

## Foglalkozási terület
Volentics Anna kiemelt figyelmet szentelt a gyermekvédelemnek, az antiszociális fiatalok reszocializációjának, viselkedészavarok korrekciójának, a pszichotikus, a szenvedélybeteg gyermekeknek, fiataloknak, a halmozottan hátrányos helyzetű tanulók terápiájának, gyógyító-nevelésének.

## Munkássága
Munkássága alapvetően a pszichopedagógiára és a gyermekvédelemre irányult.
Utógondozóként kezdte pályafutását 1970-ben, majd pár év múlva a Gyógypedagógiai Tanárképző Főiskola Pszichopedagógiai tanszékén dolgozott. Először tanársegédként, majd adjunktusként, docensként, majd 2003-tól főiskolai tanárként. 1983. szeptember 1.-től egészen haláláig vezette a Pszichopedagógiai Tanszéket.

- 1982: Bekapcsolódott a gyógypedagógiai nemzetközi összehasonlító szótár készítésének munkáiba, emellett ő dolgozta ki a nevelőotthoni életmód vizsgálatára irányuló kutatási tervet.

- 1986: a Belügyminisztérium kriminálpedagógiai és kriminálpszichológiai munkaközössége tudományos kutatócsoportjának munkájába kapcsolódott be, ahol az általános iskolai tanulmányaikat befejezett, munkásszállókon elhelyezett állami gondozott fiatalok helyzetét vizsgálta.

- 1987: Modell-kísérletet indított be (a komplex fejlesztés metodikája kialakítására) nevelési tanácsadókkal és olyan általános iskolákkal, ahol önálló pszichopedagógusi munkakört alakítottak ki. A Művelődési Minisztérium pályázat támogatásával.

- 1989-ben az MTA Kriminológiai Társaság, majd a Népjóléti Minisztérium család – gyermek – és ifjúságpolitikai főosztály támogatásával kutatási tervet hozott létre a zárt jellegű intézetek oktatásának megreformálására.

- 1993-ban „Problémaprofil” módszerének kipróbálására indított el módszerkísérletet, - ami a kategorizáló diagnosztika túllépését szolgálta – az intézeti és a területi reszolcializációs gondozás terén. Mindez az MKM közoktatás fejlesztési alap támogatásával valósulhatott meg. Ekkortájt írta meg a „Gyermekvédelmi alapismeretek” című jegyzetét és a „Nevelőotthoni nevelés II.” szöveggyűjteményét, ez utóbbi nyugat-európai változásokat mutat be. Ezen irományok megírására az Országos Közoktatási és Szolgáltató Iroda kérte fel.

- 1994-1995-ben a "Gyermekvédelem és reszocializáció" tárgyú kandidátusi értekezését készítette el. Ezt a Nemzeti Tankönyvkiadó1999-ben könyv formában megjelentette.

- 1997-1998-ban részt vett a PHARE Program, "Halmozottan hátrányos helyzetű fiatalok képzőinek továbbképzése" elnevezésű projectben. Kidolgozta a "Halmozottan hátrányos helyzetű tanulók speciális nevelése-oktatása" tárgyú, 120 órás tanfolyami továbbképzési programot, melyet a Pedagógus-továbbképzési Akkreditációs Bizottság akkreditált, valamint adaptálta a "Problémaprofil" elnevezésű vizsgálati módszert, mely lehetővé teszi a halmozottan hátrányos helyzetű népességcsoport jobb megismerését.

- 1999-ben a „Pedagógusok speciális tudástartalmainak vizsgálata” témájú kutatási program elfogadásával, mintegy 1000 pedagógusról nyertek adatokat, hogy mit tanultak addig a speciális szükségletű tanulókról és milyen további ismereteket kellene elsajátítaniuk.

- 2000-ben a „Tünetleltár a pedagógusok által nehezen kezelhetőnek ítélt viselkedés- és teljesítményzavarokról” tárgyú kutatási program a K + F kutatási pályázatnak köszönhetően valósult meg.

- 2004-ben egy Leonardo da Vinci programba kapcsolódott be Tanszéke, melynek keretében négy ország ( Bulgária, Hollandia, Románia, Magyarország ) gyermekvédelmi vezetőinek továbbképzése valósult meg, s a nemzetközi tréning tapasztalatait kellett minden országnak a hazai viszonyokra adaptálni, s a nemzeti tréningeket beindítani. Ez a projekt 2006-2008 között valósult meg az adott országok egy-egy egyetemének és FICE tagszervezeteinek együttműködésében. Magyarországot az ELTE BGGYFK Pszichopedagógiai és Társadalomtudományi Tanszékei, és a FICE magyarországi egyesülete képviselte. Az ELTE részéről a projektfelelősi feladatokat látta el Volentics Anna. 
Az ELTE Neveléstudományi Doktori Iskolájának munkájában részt vett, mint tudományos fokozattal rendelkező oktató.

## Vezetői megbízások
- 1983. szeptember 1.-től tanszékvezető (miniszteri megbízások, majd pályázatok útján)

- 2001. november 1. – 2002. július. 31. megbízott stratégiai főigazgató-helyettes

- 2002. augusztus 1. – 2005. június 30. stratégiai főigazgató-helyettes

## Hatása a gyógypedagógiára
Oktatóként, tanszékvezetőként generációkat tanított emberségre, szakmai elhivatottságra. Többek között ezért is, neve eggyé vált a pszichopedagógiával. Elkötelezetten szolgálta az elesettek, a perifériára szorultak ügyét.
Amit hirdetett: segíteni azoknak, akiknek a sors valami rosszat adott.
Művei alapvető jelentőségűek a magyarországi gyermekvédelem történetében.

## Nemzetközi vizsgálatok, rendezvények
- 1982. Trogen – Pestalozzi Gyermekotthon - A FICE elnökségének konzultációja
- 1986. Malmö - FICE Kongresszus a bentlakásos intézmények helyzetéről
- 1987. Bécs - Nemzeti Szekcióülés 25 éves a nevelőképzés témában
- 1988. Varsó - tanulmányút a lengyel pszichopedagógiai rendszer megismerésére
- 1989. Szlovákia - tanulmányút a szülőpótló gondozás rendszerének vizsgálatára
- 1988-1989: Felmérés – FICE
- 1990. Bécs - Tanácskozások a Kelet és Nyugat gyermekvédelméről; a FICE Etikai Kódexének tervezése
- 1991. Budapest - Nemzetközi Konferencia a migráns gyermekek helyzetéről, a szociális identitás kérdéseiről
- 1992. Bécs-Budapest - Nemzetközi konferencia a szülőpótló intézmények fejlődési vonulatairól
- 1995. Pannon Beszélgetések - Nemzetközi konzultáció az „Ifjúság és bűnözés” témakörében
- 1997. Tapasztalatcsere - tanulmányút egy bécsi javítóintézetben a reszocializációs gondozás témakörében.